# Clyde Sefton
Kevin-Clyde ("Clyde") Sefton (South Purrembete, Victoria, 20 januari 1951) is een voormalig wielrenner uit Australië die in 1982 en 1983 professional was. In 1972 nam hij deel aan de Olympische Spelen in München waar hij een zilveren medaille won in de wegwedstrijd achter de Nederlander Hennie Kuiper. Hij nam ook deel aan de Olympische Spelen van 1976.
Sefton was tevens sporadisch actief op de baan en won de Zesdaagse van Melbourne, met Peter Delongville.

## Belangrijkste overwinningen
1972
 in de wegwedstrijd op de Olympische Spelen in München
1974
 Britse Gemenebestspelen
Coppa della Pace
6e en 10e etappe deel B Baby Giro
1976
 Australisch kampioen op de weg, Amateurs
GP Ezio del Rosso
1978
3e etappe deel A en 7e etappe deel B Herald Sun Tour
1979
6e etappe deel B Herald Sun Tour
1981
10e, 12e en 21e etappe Herald Sun Tour
Eindklassement Herald Sun Tour
 Australisch kampioen op de weg, Elite
1982
4e en 8e etappe Herald Sun Tour
1983
1e, 7e en 17e etappe Herald Sun Tour

## Resultaten in voornaamste wedstrijden
| Jaar | Ronde van Italië | Ronde van Frankrijk | Ronde van Spanje |
| ---- | ---------------- | ------------------- | ---------------- |
| 1977 | opgave           |                     |                  |
| 1978 |                  |                     |                  |
| 1979 | opgave           |                     |                  |

## Ploegen
- 1977 –  Fiorella-Mocassini
- 1978 –  Fiorella-Citroën
- 1979 –  Zonca-Santini
- 1980 –  San Giacomo Mobili-Benotto
- 1982 –  Alfa Lum-Atlas Concorde-Alan (vanaf 25-08)
- 1983 –  Berri Fruit Juice
- 1984 –  Berri Fruit Juice
- 1984 –  Alfa Lum-Olmo (vanaf 01-07 tot 30-08)